# Liste der Nationalflaggen

Flagge der Vereinten Nationen

Diese Liste der Nationalflaggen enthält die Flaggen der 194 von den Vereinten Nationen offiziell anerkannten souveränen Staaten. Ebenfalls in der Liste enthalten sind die neun Staaten bzw. De-facto-Regime, die von mindestens einem UN-Mitgliedstaat als unabhängig anerkannt sind. Die Namen der durch die UN nicht anerkannten Staaten sind kursiv gesetzt. Die Befestigung am Fahnenmast/Fahnenstock befindet sich zumeist auf der linken Seite der Abbildungen.
| Inhaltsverzeichnis A B C D E F G H I J K L M N O P R S T U V W Z • Siehe auch • Fußnoten • Weblinks |

## A
| Abchasien Flaggenerklärung Seitenverhältnis 1:2 | Afghanistan Flaggenerklärung 2:3  | Ägypten Flaggenerklärung 2:3  | Albanien Flaggenerklärung 5:7            |
| Algerien Flaggenerklärung 2:3                   | Andorra Flaggenerklärung 2:3      | Angola Flaggenerklärung 2:3   | Antigua und Barbuda Flaggenerklärung 2:3 |
| Äquatorialguinea Flaggenerklärung 2:3           | Argentinien Flaggenerklärung 9:14 | Armenien Flaggenerklärung 1:2 | Aserbaidschan Flaggenerklärung 1:2       |
| Äthiopien Flaggenerklärung 1:2                  | Australien Flaggenerklärung 1:2   |                               |                                          |

## B
| Bahamas Flaggenerklärung 1:2    | Bahrain Flaggenerklärung 3:5   | Bangladesch Flaggenerklärung 3:5             | Barbados Flaggenerklärung 2:3     |
| Belarus Flaggenerklärung 1:2    | Belgien Flaggenerklärung 13:15 | Belize Flaggenerklärung 2:3                  | Benin Flaggenerklärung 2:3        |
| Bhutan Flaggenerklärung 2:3     | Bolivien Flaggenerklärung 2:3  | Bosnien und Herzegowina Flaggenerklärung 1:2 | Botswana Flaggenerklärung 2:3     |
| Brasilien Flaggenerklärung 7:10 | Brunei Flaggenerklärung 1:2    | Bulgarien Flaggenerklärung 3:5               | Burkina Faso Flaggenerklärung 2:3 |
| Burundi Flaggenerklärung 3:5    |                                |                                              |                                   |

## C
| Chile Flaggenerklärung 2:3      | Republik China (Taiwan) Flaggenerklärung 2:3 | China, Volksrepublik Flaggenerklärung 2:3 | Cookinseln Flaggenerklärung 1:2 |
| Costa Rica Flaggenerklärung 3:5 |                                              |                                           |                                 |

## D
| Dänemark Flaggenerklärung 28:37 | Deutschland Flaggenerklärung 3:5 | Dominica Flaggenerklärung 1:2 | Dominikanische Republik Flaggenerklärung 5:8 |
| Dschibuti Flaggenerklärung 2:3  |                                  |                               |                                              |

## E
| Ecuador Flaggenerklärung 2:3  | El Salvador Flaggenerklärung 9:16 | Elfenbeinküste Flaggenerklärung 2:3 | Eritrea Flaggenerklärung 1:2 |
| Estland Flaggenerklärung 7:11 | Eswatini Flaggenerklärung 2:3     |                                     |                              |

## F
| Fidschi Flaggenerklärung 1:2 | Finnland Flaggenerklärung 11:18 | Frankreich Flaggenerklärung 2:3 |  |

## G
| Gabun Flaggenerklärung 3:4         | Gambia Flaggenerklärung 2:3       | Georgien Flaggenerklärung 2:3  | Ghana Flaggenerklärung 2:3  |
| Grenada Flaggenerklärung 3:5       | Griechenland Flaggenerklärung 2:3 | Guatemala Flaggenerklärung 5:8 | Guinea Flaggenerklärung 2:3 |
| Guinea-Bissau Flaggenerklärung 1:2 | Guyana Flaggenerklärung 3:5       |                                |                             |

## H
| Haiti Flaggenerklärung 3:5 | Honduras Flaggenerklärung 1:2 |  |  |

## I
| Indien Flaggenerklärung 2:3 | Indonesien Flaggenerklärung 2:3 | Irak Flaggenerklärung 2:3    | Iran Flaggenerklärung 4:7    |
| Irland Flaggenerklärung 1:2 | Island Flaggenerklärung 18:25   | Israel Flaggenerklärung 8:11 | Italien Flaggenerklärung 2:3 |

## J
| Jamaika Flaggenerklärung 1:2 | Japan Flaggenerklärung 2:3 | Jemen Flaggenerklärung 2:3 | Jordanien Flaggenerklärung 1:2 |

## K
| Kambodscha Flaggenerklärung 2:3      | Kamerun Flaggenerklärung 2:3                            | Kanada Flaggenerklärung 1:2          | Kap Verde Flaggenerklärung 3:5                     |
| Kasachstan Flaggenerklärung 1:2      | Katar Flaggenerklärung 11:28                            | Kenia Flaggenerklärung 2:3           | Kirgisistan Flaggenerklärung 3:5                   |
| Kiribati Flaggenerklärung 1:2        | Kolumbien Flaggenerklärung 2:3                          | Komoren Flaggenerklärung 3:5         | Kongo, Demokratische Republik Flaggenerklärung 3:4 |
| Kongo, Republik Flaggenerklärung 2:3 | Korea, Demokratische Volksrepublik Flaggenerklärung 1:2 | Korea, Republik Flaggenerklärung 2:3 | Kosovo Flaggenerklärung 2:3                        |
| Kroatien Flaggenerklärung 1:2        | Kuba Flaggenerklärung 1:2                               | Kuwait Flaggenerklärung 1:2          |                                                    |

## L
| Laos Flaggenerklärung 2:3              | Lesotho Flaggenerklärung 2:3 | Lettland Flaggenerklärung 1:2      | Libanon Flaggenerklärung 2:3 |
| Liberia Flaggenerklärung 10:19         | Libyen Flaggenerklärung 1:2  | Liechtenstein Flaggenerklärung 3:5 | Litauen Flaggenerklärung 3:5 |
| Luxemburg Flaggenerklärung 3:5 und 1:2 |                              |                                    |                              |

## M
| Madagaskar Flaggenerklärung 2:3  | Malawi Flaggenerklärung 2:3    | Malaysia Flaggenerklärung 1:2 | Malediven Flaggenerklärung 2:3                         |
| Mali Flaggenerklärung 2:3        | Malta Flaggenerklärung 2:3     | Marokko Flaggenerklärung 2:3  | Marshallinseln Flaggenerklärung 10:19                  |
| Mauretanien Flaggenerklärung 2:3 | Mauritius Flaggenerklärung 2:3 | Mexiko Flaggenerklärung 4:7   | Mikronesien, Föderierte Staaten Flaggenerklärung 10:19 |
| Moldau Flaggenerklärung 1:2      | Monaco Flaggenerklärung 4:5    | Mongolei Flaggenerklärung 1:2 | Montenegro Flaggenerklärung 1:2                        |
| Mosambik Flaggenerklärung 2:3    | Myanmar Flaggenerklärung 2:3   |                               |                                                        |

## N
| Namibia Flaggenerklärung 2:3   | Nauru Flaggenerklärung 1:2          | Nepal Flaggenerklärung 1,219:1 | Neuseeland Flaggenerklärung 1:2 |
| Nicaragua Flaggenerklärung 3:5 | Niederlande Flaggenerklärung 2:3    | Niger Flaggenerklärung 6:7     | Nigeria Flaggenerklärung 1:2    |
| Niue Flaggenerklärung 1:2      | Nordmazedonien Flaggenerklärung 1:2 | Norwegen Flaggenerklärung 8:11 |                                 |

## O
| Oman Flaggenerklärung 1:2 | Österreich Flaggenerklärung 2:3 | Osttimor Flaggenerklärung 1:2 |  |

## P
| Pakistan Flaggenerklärung 2:3        | Palästina Flaggenerklärung 1:2 | Palau Flaggenerklärung 5:8 | Panama Flaggenerklärung 2:3      |
| Papua-Neuguinea Flaggenerklärung 3:4 | Paraguay Flaggenerklärung 3:5  | Peru Flaggenerklärung 2:3  | Philippinen Flaggenerklärung 1:2 |
| Polen Flaggenerklärung 5:8           | Portugal Flaggenerklärung 2:3  |                            |                                  |

## R
| Ruanda Flaggenerklärung 2:3 | Rumänien Flaggenerklärung 2:3 | Russland Flaggenerklärung 2:3 |  |

## S
| St. Kitts und Nevis Flaggenerklärung 2:3 | St. Lucia Flaggenerklärung 1:2  | St. Vincent und die Grenadinen Flaggenerklärung 2:3 | Salomonen Flaggenerklärung 1:2             |
| Sambia Flaggenerklärung 2:3              | Samoa Flaggenerklärung 1:2      | San Marino Flaggenerklärung 3:4                     | São Tomé und Príncipe Flaggenerklärung 1:2 |
| Saudi-Arabien Flaggenerklärung 2:3       | Schweden Flaggenerklärung 5:8   | Schweiz Fahnenerklärung 1:1                         | Senegal Flaggenerklärung 2:3               |
| Serbien Flaggenerklärung 2:3             | Seychellen Flaggenerklärung 1:2 | Sierra Leone Flaggenerklärung 2:3                   | Simbabwe Flaggenerklärung 1:2              |
| Singapur Flaggenerklärung 2:3            | Slowakei Flaggenerklärung 2:3   | Slowenien Flaggenerklärung 1:2                      | Somalia Flaggenerklärung 2:3               |
| Spanien Flaggenerklärung 2:3             | Sri Lanka Flaggenerklärung 1:2  | Südafrika Flaggenerklärung 2:3                      | Sudan Flaggenerklärung 1:2                 |
| Südossetien Flaggenerklärung 1:2         | Südsudan Flaggenerklärung 1:2   | Suriname Flaggenerklärung 2:3                       | Syrien Flaggenerklärung 2:3                |

## T
| Tadschikistan Flaggenerklärung 1:2 | Tansania Flaggenerklärung 2:3            | Thailand Flaggenerklärung 2:3                      | Togo Flaggenerklärung 1:1,618 (Goldener Schnitt) |
| Tonga Flaggenerklärung 1:2         | Trinidad und Tobago Flaggenerklärung 3:5 | Tschad Flaggenerklärung 2:3                        | Tschechien Flaggenerklärung 2:3                  |
| Tunesien Flaggenerklärung 2:3      | Türkei Flaggenerklärung 2:3              | Türkische Republik Nordzypern Flaggenerklärung 2:3 | Turkmenistan Flaggenerklärung 2:3                |
| Tuvalu Flaggenerklärung 1:2        |                                          |                                                    |                                                  |

## U
| Uganda Flaggenerklärung 2:3     | Ukraine Flaggenerklärung 2:3 | Ungarn Flaggenerklärung 1:2 | Uruguay Flaggenerklärung 2:3 |
| Usbekistan Flaggenerklärung 1:2 |                              |                             |                              |

## V
| Vanuatu Flaggenerklärung 3:5              | Vatikanstadt Flaggenerklärung 1:1           | Venezuela Flaggenerklärung 2:3 | Vereinigte Arabische Emirate Flaggenerklärung 1:2 |
| Vereinigte Staaten Flaggenerklärung 10:19 | Vereinigtes Königreich Flaggenerklärung 3:5 | Vietnam Flaggenerklärung 2:3   |                                                   |

## W
| Westsahara (Demokratische Arabische Republik Sahara) Flaggenerklärung 1:2 |

## Z
| Zentralafrikanische Republik Flaggenerklärung 2:3 | Zypern, Republik Flaggenerklärung 3:5 |  |  |